# 尾張旭郵便局
尾張旭郵便局（おわりあさひゆうびんきょく）は愛知県尾張旭市向町2-2-1にある郵便局。民営化前の分類では集配普通郵便局であった。

## 沿革
- 1911年（明治44年）4月21日 - 旭郵便局（三等）として開設[1]。
- 1964年（昭和39年）8月5日 - 簡易な電話の加入および料金に関する事務を除く電話交換業務を、瀬戸電報電話局に移管[2]。
- 1966年（昭和41年）11月26日 - 和文電報配達ならびに電話の加入および料金に関する簡易な事務を、愛知旭電報電話局に移管。
- 1970年（昭和45年）8月15日 - 特定郵便局から普通郵便局に局種別改定するとともに、愛知旭郵便局に改称。
- 1970年（昭和45年）12月1日 - 東春日井郡旭町が市制施行し尾張旭市になったことに伴い、尾張旭郵便局に改称。
- 1986年（昭和61年）2月 - 局舎新築。
- 1998年（平成10年）9月1日 - 外国通貨の両替および旅行小切手の売買に関する業務取扱を開始。
- 2007年（平成19年）10月1日 - 民営化に伴い、併設された郵便事業尾張旭支店に一部業務を移管。
- 2012年（平成24年）10月1日 - 日本郵便株式会社発足に伴い、郵便事業尾張旭支店を尾張旭郵便局に統合。

## 取扱内容
- 郵便、印紙、ゆうパック、内容証明
- 貯金、為替、振替、振込、国際送金、外貨両替・トラベラーズチェック、国債、投資信託
- 生命保険、バイク自賠責保険、自動車保険、変額年金保険
- ゆうちょ銀行ATM
- 「488-00xx」「488-08xx」区域（尾張旭市の全域）の集配業務
- ゆうゆう窓口

## 周辺
- 尾張旭市役所
- 尾張旭市民会館
- 尾張旭市総合体育館
- 尾張旭市文化会館
- 尾張旭市中央公民館
- 尾張旭市立図書館
- 尾張旭市立旭中学校

## アクセス
- 名鉄瀬戸線 尾張旭駅から徒歩で約6分。
- 名鉄バス「東大道」停留所、尾張旭市営バス（あさぴー号）「市役所」停留所下車。
- 名古屋第二環状自動車道 引山ICから北東へ約5.5km、大森ICから北東へ約4.5km、東海環状自動車道 せと赤津ICから西へ約9km。
- 駐車場あり：16台